# امین بولاد
امین بولاد (به عربی: أمين بولاد) (؟ - ۱۸۷۱م) کشیش، نویسنده و پژوهشگر ادبی-تاریخی سوری در سدهٔ نوزدهم میلادی بود. در دمشق زاده شد و رهبانیت گزید و به مقام کشیشی رسید. پس از حوادث سال ۱۸۶۰م به بیروت کوچید و همان‌جا درگذشت. راشد سوریة اثر اوست.